# Klinopodium pospolite
Klinopodium pospolite, czyścica storzyszek (Clinopodium vulgare L.) – gatunek rośliny wieloletniej  należący do rodziny jasnotowatych. Znany też jako storzyszek pospolity. Występuje w Afryce Północnej, w całej niemal Europie, w Ameryce Północnej oraz w Azji Zachodniej i na Syberii. W Polsce średnio pospolity.

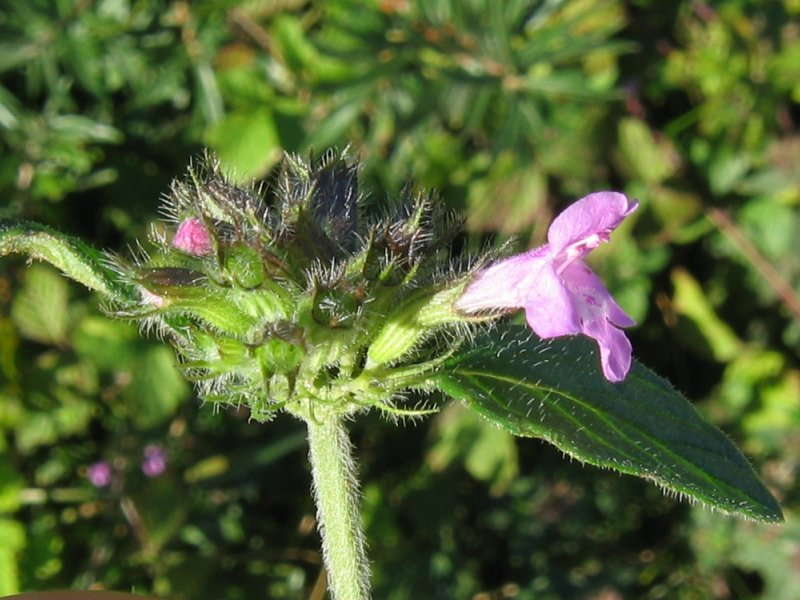

## Morfologia
Łodyga, kłączeWzniesiona, czterokanciasta, miękko owłosiona, o wysokości 30–60 cm. Kłącze rozgałęzione i tworzące rozłogi, za pomocą których roślina rozmnaża się wegetatywnie.
LiścieUlistnienie nakrzyżległe, liście jajowate lub podłużnie jajowate, ostro zakończone, krótkoogonkowe.
KwiatyWyrastają okółkowo, gęsto w nasadach liści i otoczone są owłosionymi podsadkami. Są grzbieciste, mają dwuwargowy kielich o zgiętej rurce i grzebieniasto orzęsionych ząbkach, purpurową i owłosioną koronę o prostej rurce i długości 12–15 mm.
OwocBrunatne i białoplamiste  rozłupki.

## Biologia i ekologia
Bylina, hemikryptofit. Kwitnie od lipca do września, jest owadopylny. Nasiona rozsiewane przez wiatr. Siedlisko: suche lasy i zarośla, wzgórza, przeważnie na  glebach luźnych, żyznych. W klasyfikacji zbiorowisk roślinnych gatunek charakterystyczny dla Cl. Trifolio-Geranietea.

## Zastosowanie
Roślina lecznicza. Surowiec zielarski : ziele Herba Clinopodii zawiera glikozydy, saponiny, kwasy organiczne. Było stosowane w medycynie ludowej, jako środek przyspieszający gojenie się ran, wyciąg ma działanie bakteriobójcze.
Młode liście są jadalne na surowo lub po ugotowaniu, mogą być używane jako przyprawa lub herbatka.